# Пяденица угловатая берёзовая
Пяденица угловатая берёзовая (лат. Ennomos erosaria) — бабочка из семейства пядениц.

## Описание
Длина переднего крыла 17—21 мм. Размах крыльев 30—40 мм. Основной фон передних крыльев рыжевато-жёлтый с двумя поперечными линиями бурого цвета. У переднего и у внешнего края крыла тёмное напыление. Задние крылья своей окраской сходные с передними, несут на себе одну нечёткую тёмную линию и точку в центре. Наружный край более тёмный.

## Биология
В зависимости от участка ареала, время лёта бабочек приходится с июля по октябрь.
Гусеница серо-бурого цвета с четырьмя вздутиями. Гусеница питается на дубе, берёзе, буке и липе. Куколка жёлто-бурого цвета.